# 39/89 – Zrozumieć Polskę
39/89 Zrozumieć Polskę – album L.U.C.-a wydany 17 września 2009 roku w dzień 70. rocznicy wkroczenia wojsk radzieckich na terytorium Polski, czyli tzw. IV rozbioru Polski przez ZSRR i Rzeszę Niemiecką. 
Nagrany jest w formie słuchowiska prezentującego niedaleką historię Polski spiętą w klamry dwóch dat - rozpoczęcia II wojny światowej i upadku komunizmu. To także swoisty prolog jego ostatniej płyty Planet L.U.C. 
Muzyka z tego albumu łączy w sobie elementy muzyki filmowej, kameralnej, jazzowej, aż po muzykę konkretną i elektronikę. Stanowi ona tło dla głosów autentycznych i najważniejszych postaci tego okresu historycznego - od Józefa Becka, Adolfa Hitlera, Stefana Starzyńskiego, poprzez czołowych partyjnych dygnitarzy, po Jana Pawła II czy Lecha Wałęsę. 
Wszystko to oplatają skrecze Dawida Szczęsnego. Słuchowisko miało swoją oficjalną premierę o godzinie 22.00 17 września 2009 na antenie radiowej Trójki. W lipcu 2010 roku album został nominowany do nagrody Superjedynki w kategorii „Płyta hip hop”.
Płyta dotarła do 9. miejsca listy OLiS w Polsce.

## Lista utworów
1. "Polski Honor" - 2:19
2. "Sześć Milionów Morderstw" - 2:08
3. "A Więc Wojna" - 5:47
4. "Tribute To Stefan Starzyński" - 6:03
5. "Pamiętnik Niezliczonych Zbrodni" - 2:57
6. "Plonie Forte Chopina" - 1:04
7. "Pyrrusowa Klęska" - 5:18
8. "Radosna Katastrofa 1948" - 2:22
9. "Pięćdziesiąt Tysięcy Morderstw" - 1:06
10. "Do Roboty Już Bez IQ" - 2:50
11. "Everest Hipokryzji" - 2:26
12. "Odmóżdżanie Adypinowe" - 3:43
13. "Gadające Mordy 1968-1970" - 5:06
14. "Wizerunek Firmy PRL" - 3:11
15. "Przebudzenie Boga 1978" - 4:59
16. "Kilkadziesiąt Morderstw Do Wolności 1981" - 6:06
17. "Bitwa Na Słowa - Okrągłe Zwycięstwo" - 4:09
18. "Tribute To Lech Wałęsa" - 4:35